# Joseph Newell Jennings
Joseph Newell Jennings (* 29. Juni 1916 in Leeds, Yorkshire; † 24. August 1984 nahe Lake Eucumbene, New South Wales), auch J. N. Jennings oder Joe Jennings, war ein britisch-australischer Geomorphologe.

## Leben
Jennings wurde im Stadtteil Wortley in Leeds geboren. Er war der Sohn von Joseph Newell Jennings, Sr. und seiner Frau Alice, geborene Rhodes. Sein Vater war Handelsreisender und während des I. Weltkriegs Sergeant Major im 3. Bataillon des 8. Regiments von West Yorkshire. Während seiner Kindheit zog Jennings mit seinen Eltern nach Moreton in der Nähe von Wallasey in Cheshire, wo er die Oldershaw School for Boys besuchte. Angespornt durch seinen dortigen Geographie-Lehrer gewann  er 1935 ein Stipendium für das St Catharine’s College in Cambridge. In den drei folgenden Jahren absolvierte er den Geographie-Tripos mit erstklassigen Auszeichnungen und gewann einen College-Preis. Während dieser Zeit nahm er an studentischen Forschungsprojekten in Island und auf der Insel Jan Mayen teil. Nach dem Studium wechselte Jennings an die Botanikabteilung der University of Cambridge, wo er unter der Leitung von Harry Goodwin Studienprojekte über der Nutzung der Stratigraphie und des Pollengehalts von Torf und Seeablagerungen als Informationsquellen hinsichtlich der Prozesse langfristiger Veränderungen in der Vegetation betrieb. Sein Forschungsinteresse galt den Ursprüngen der Norfolk Broads, wobei er die von Godwin und seinen Kollegen entwickelten Techniken zur Entnahme und Klassifizierung von Sedimentkernen anwandte. Im Oktober 1939 trat er in die Royal Artillery ein und 1941 trat er seinen Kriegsdienst an. Im März desselben Jahres heiratete er Betty Mary Priest. Aus dieser Ehe gingen ein Sohn und zwei Töchter hervor. Für den Rest des Zweiten Weltkriegs war Jennings hauptsächlich als Schießausbilder in Großbritannien und Island tätig. Bei seiner Demobilisierung im Jahr 1946 hatte er den Rang eines Captains erreicht.
Nach seiner Entlassung aus der Armee kehrte Jennings für kurze Zeit nach Cambridge zurück, nahm aber noch im selben Jahr einen Lehrauftrag für Geographie am University College in Leicester an, wo er Studenten auf die Abschlussprüfungen der University of London vorbereitete. Er war ein starker Verfechter der Feldforschung in allen Studiengängen der physischen Geographie. In Zusammenarbeit mit Joyce Lambert, einer Pflanzenökologin an den Universitäten von London und Southampton, setzte er seine Forschungen über die Norfolk Broads fort und untersuchte die Bestimmungsfaktoren der Pflanzengesellschaften in der Umgebung der Broads sowie die Mechanismen ihrer Veränderungen. Die Möglichkeit, eine Doktorarbeit in Cambridge einzureichen, wurde ihm mit der Begründung verwehrt, dass er nicht die vorgeschriebenen drei Jahre Aufenthalt dort absolviert hatte, ungeachtet seiner Studienjahre. Stattdessen veröffentlichte er seine Ergebnisse unter dem Titel The Origins of the Broads in den Research Memoirs of the Royal Geographical Society im Jahr 1952. Darin vertrat er die damals übliche Ansicht, dass die Norfolk Broads natürlichen Ursprungs seien.
Ebenfalls 1952 verließ Jennings Großbritannien, um einen Lehrauftrag in der geographischen Abteilung der Research School of Pacific Studies (heute Coral Bell School of Asia Pacific Affairs) an der jungen Australian National University in Canberra anzunehmen. Während Jennings in Australien seine Forschungen betrieb, entdeckte Clifford Smith, ein Experte für Historische Geographie, anhand der Aufzeichnungen des Priorats der Kathedrale von Norwich, dass die Norfolk Broads künstlichen Ursprungs waren. Dies wurde durch umfangreiche Ausgrabungen zur Gewinnung von Torfbrennstoff von der Römerzeit bis zum Mittelalter sowie durch neue, detailliertere stratigraphische Arbeiten von Joyce Lambert bestätigt. Jennings nahm dies zur Kenntnis und verfasste in Zusammenarbeit mit Lambert und drei weiteren Autoren die Neubewertung seiner Schrift unter dem Titel The Making of the Broads, die 1960 von der Royal Geographical Society veröffentlicht wurde
In den 1960er Jahren war Jennings enttäuscht, als er erfuhr, dass die Ablehnung seiner Promotion durch die Universität Cambridge ein Irrtum war, aber er wollte seine laufenden Forschungen nicht durch die Erstellung einer Dissertation unterbrechen. Im Jahr 1972 nutzte er dann die neuen Bestimmungen, die es erlaubten, den Doktortitel auf der Grundlage einer veröffentlichten Arbeit zu erwerben. Trotz der informellen Andeutungen eines Ausschussmitglieds, dass seine Leistungen eher für eine Bewerbung um den höheren Grad des Doctor of Science geeignet seien, bestand er auf der Promotion, einschließlich der mündlichen Prüfung, für die er nach Cambridge reiste. 
1969 gründete Jennings zusammen mit dem Ökologen Donald Walker eine neue Abteilung für Biogeographie und Geomorphologie an der Research School of Pacific Studies. Ihr Ziel war es, Wissenschaftler, die sich für die vergangenen und gegenwärtigen Prozesse bei der Entstehung von Landformen interessierten, mit Ökologen zusammenzubringen, die die Veränderungen der Vegetation während der letzten Millionen Jahre und die Prozesse der Veränderungen in der rezenten Vegetation untersuchten. In diesem multidisziplinären Umfeld wirkte Jennings für den Rest seines Lebens, wenn auch ab 1977 im offiziellen Ruhestand.
Jennings veröffentlichte mehr als 200 Aufsätze und mehrere Bücher, von denen sich mehr als die Hälfte mit der Karstgeomorphologie (Höhlengeomorphologie) befassten, einem Gebiet, auf dem er als eine führende Autorität galt. Er war außerdem Herausgeber der internationalen Zeitschrift für Geomorphologie und Gründungsmitglied und Präsident der Australian Speleological Federation. Zu seinen Auszeichnungen zählen die Ehrenmitgliedschaft auf Lebenszeit der National Speleological Society, die Clarke-Medaille der Royal Society of New South Wales (1975) und die Victoria Medal der Royal Geographical Society (1976). Er wird vielfach als Begründer der modernen australischen Geomorphologie angesehen und betreute zahlreiche Studenten, die später selbst zu international anerkannten Geomorphologen wurden. Er starb am 24. August 1984 beim Skifahren in den australischen Alpen in der Nähe des Lake Eucumbene, New South Wales, an einem Herzinfarkt.